# Махало на Фуко
За романа на Умберто Еко вижте Махалото на Фуко.
Махалото на Фуко (на френски: Pendule de Foucault) носи името на френския физик Жан Бернар Леон Фуко, който забелязва, че ако се остави едно махало да се люлее свободно, ще изглежда, че то сякаш променя своята равнина на люлеене с течение на времето. Причината за въртенето на равнината на люлеене е действието на силата на Кориолис поради околоосното въртене на Земята.

## Физика на експеримента
Махалото на Фуко представлява математическо (идеално) махало. Такова махало, отклонено от равновесното си положение, извършва колебания в равнина, която е неподвижна спрямо инерциална отправна система (в случая това е отправна система, „свързана“ със звездите) и поради това проявява свойствата на жироскоп. Наблюдателят, намиращ се на Земята и въртящ се заедно с нея, е в неинерциална (въртяща се) отправна система и ще установи, че равнината на колебания на махалото бавно се върти спрямо земната повърхност в посока, обратна на посоката на въртене на Земята.
На Северния или Южния полюс на Земята оста на въртене на Земята съвпада с равнината на колебания на махалото. В този случай равнината на колебания на махалото ще извърши завъртане от 360° за един звезден ден (или 15° за звезден час). На екватора равнината на колебания на махалото е перпендикулярна на оста на въртене на Земята и равнината на колебания на махалото е неподвижна. В произволна точка с географска ширина {\displaystyle \phi } скоростта на въртене на равнината на колебания на математическо махало на Фуко {\displaystyle \Omega _{P}} (в градуси за звезден час) спрямо повърхността на Земята е
{\displaystyle \!\Omega _{P}=15\sin \phi .}
При физическо (неидеално) махало на Фуко скоростта на въртене зависи от дължината на махалото:
{\displaystyle \!\Omega _{P}=15[1-{\frac {3}{8}}(a/l)^{2}]\sin \phi ,}
където {\displaystyle ~a} е амплитудата на колебания на тежестта на махалото; {\displaystyle ~l} е дължина на нишката. Затова за демонстрации се използват махала с максимално възможна дължина на окачване, разположени в куполите на високи сгради. Например по времето, когато сградата на Исакиевската катедрала, най-големия православен храм в Санкт Петербург, се е използвала само като музей, в нея е имало махало на Фуко с дължина на окачване 98 m (демонтирано е във връзка с това, че сградата, макар и продължавайки да бъде музей, понастоящем се използва отново и като църква).

## Демонстрация
Първата публична демонстрация е осъществена през 1851 година в Пантеона в Париж. Под купола му Леон Фуко закача метална сфера с маса 28 kg на метално въже, дълго 67 m. Под точката на закрепване, в кръг с диаметър 6 m, е насипан пясък. Периодът на махалото с такава дължина според формулата {\displaystyle T=2\pi {\sqrt {l \over g}}} е 16,4 секунди (в добро приближение това е математическо махало). Според следите, оставени на пясъка, всяко следващо залюляване на махалото има отклонение от около 3 mm, за един час отклонението е на 11°, а за около 32 часа извършва пълно завъртане и се връща в началното положение.